# Английское личное имя
Англи́йское ли́чное и́мя (англ. First name; Given name; Personal name) в английской традиции именования людей — личное имя, существующее в английском языке, которое присваивается человеку при рождении или перемене имени. Английские личные имена образуют обособленный класс слов в английском языке. Его функционированию присущи особенности, нехарактерные другим словам английского языка.

## Личное имя в английской культуре
Личные имена в английском языке, как и в других основных европейских языках, составляют относительно небольшой набор слов в сравнении, например, с фамилиями. Перечень, из которого обычно выбирают имена для детей, включает в себя несколько сотен мужских и женских имён.
В некоторых культурах связь между именами и нарицательной лексикой, как правило, прозрачна: имена — это просто особые случаи использования обычных слов. В таких культурах имя может быть выбрано на основании его значения. Однако это не относится ни к английскому, ни к большинству языков Западной Европы. Английские личные имена в большинстве своём семантически непрозрачны. То есть «значение» имени не имеет простого истолкования, которое базировалось бы на смысле слова. Этимология многих английских имён не ясна для носителей языка; для того, чтобы объяснить значение того или иного имени, приходится обращаться к специальным словарям.
Поскольку связь между значительной частью состава личных имён и апеллятивами отсутствует, у носителей английского языка редко возникают вопросы о выборе имени для ребенка на основе его значения. Имя, как правило, выбирается либо по благозвучию («потому что это имя красиво звучит» — на вкус родителей) либо в честь какого-то близкого родственника или известной персоны.
В то же время есть и другие, общественно-социальные, обстоятельства для выбора того или иного имени и они влияют на сохраняющуюся популярность определённых имен на протяжении веков. Прослеживается мода на некоторые личные имена; они входят в моду и выходят из неё по причинам, которые могут быть объяснены. Например, частотность какого-то имени может заметно возрасти после того, как оно использовалось для персонажа в популярной книге, фильме или телесериале. Есть имена, популярность которых пережила всплеск в определенный исторический период, а впоследствии они стали редкими или вообще вышли из употребления. Такие имена становятся своего рода маркерами той или иной эпохи. Но не все имена подвергаются значительным колебаниям частотности. Некоторые, такие как John (Джон), George (Джордж), Mary (Мэри), Anne (Энн), распространены очень широко, и любая причина, снижающая их привлекательность, компенсируется другими факторами, играющими на увеличение популярности.
В большинстве европейских языков основная часть распространенных личных имён восходит к христианской традиции. Общепринятые христианские имена, закрепившиеся в английском языке, имеют многочисленных «родственников» в других европейских языках. Центральное ядро христианских имён составляют имена библейские, взятые из Нового или Ветхого Завета. Ветхозаветные в значительной степени тождественны с еврейскими именами библейского происхождения.
Небольшой состав «интернациональных» христианских и иудейско-христианских имен дополняется обширным кругом имён, гораздо более специфичными для английского языка и культуры. Некоторые из них возникли ещё в дохристианской Британии. Особую категорию составляют имена кельтского происхождения. Они сохранились в англицизированной форме; многие были возрождены в XIX—XX веках после многовекового забвения. Обширный пласт английских личных имён связан с германскими племенами, расселявшимися по территории Британских островов. Их устойчивая популярность обусловлена вхождением в группу имён английских монархов, королевской фамилии и аристократии. Таковы, например, имена, Henry (Генри), William (Уильям) и Richard (Ричард). Они имеют древнегерманское происхождение и закрепились в английской культуре, будучи именами нескольких английских королей.
Базовый состав общепринятых христианских, иудейско-христианских, дохристианских германских и кельтских имен пополняется другими способами. Среди средств расширения современного английского именника — использование в качестве личных имён апеллятивов, фамилий, топонимов. Также встречаются искусственно созданные имена, как правило, состоящие из частей других имён.

## Исторический обзор

### Древнеанглийский период
Формирование системы английских личных имён началось в доримскую эпоху истории Англии. В то время (с VIII века до н. э.) территорию Британии населяли кельтские племена (бритты, пикты и другие). Римское завоевание Британии (с I века н. э.) привело к широкому распространению латинского языка на территории Британии; как следствие, кельтские имена в античную эпоху обрели латинизированные формы. Некоторое распространение среди кельтов получили и собственно римские имена.
Ослабление Римской империи в IV веке привело к уходу римских легионов из Британии (407 год). Британия подверглась завоеванию германскими племенами (преимущественно англов, саксов и ютов), которые начиная с V века активно расселялись по территории острова. В англосаксонский период истории Великобритании (V—XI века) они сформировали английскую народность; тогда же сложился древнеанглийский язык и произошёл переход от рунического письма к латинскому. С конца VIII века Англия подвергалась нашествиям скандинавов, которым удалось закрепиться в нескольких областях. Они также относились к германским племенам и говорили на древних скандинавских языках, родственных древнеанглийскому. Следы воздействия культуры викингов на англичан обнаруживаются в группе английских личных имён скандинавского происхождения.

### Среднеанглийский период

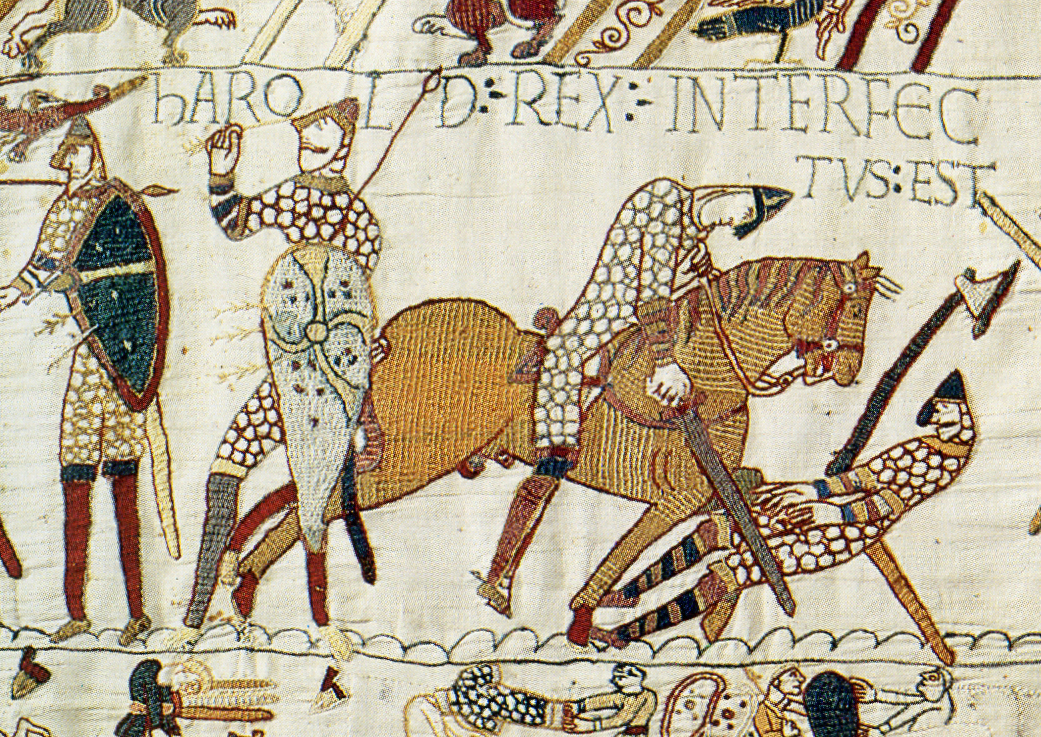
Гибель последнего англосаксонского короля Англии Гарольда II в битве при Гастингсе, ключевом событии Нормандского завоевания Англии. Фрагмент «Гобелена из Байё», конец XI века.

В 1066 году произошло Нормандское завоевание Англии, открывшее новую эпоху в истории Англии. Пришлая нормандская знать быстро заняла господствующее положение в английском обществе, принеся с собой с континента свои законы и культуру. Последовавшие глубокие перемены в нравах и быту англичан, в английском языке радикально сказались и в области именования людей. Англо-нормандский язык, на котором говорили нормандцы, один из диалектов старофранцузского языка; он на несколько столетий стал языком высшего сословия и государственного делопроизводства, вытеснив староанглийский язык в низшие слои.
Начиная с VII века на территории Англии активно распространялось христианство. Знакомясь с новой христианской культурой, жители Англии знакомились и с христианскими именами. Они представляли собой особую систему, принципиально отличную от ономастикона населения средневековой Англии. Одним из центральных таинств новой религии являлось таинство крещения, предполагавшее наречение крещёного человека новым, христианским именем — именем святого. Принимая новое имя, новообращенный христианин как бы перенимал на себя черты характера или свойства, приписываемые тому или иному святому. Христианизация Англии происходила довольно быстро, однако имена из христианского именослова долгое время не могли потеснить англосаксонские имена у населения средневековой Англии, за исключением кругов аристократии и дворянской среды.

### Новоанглийский период

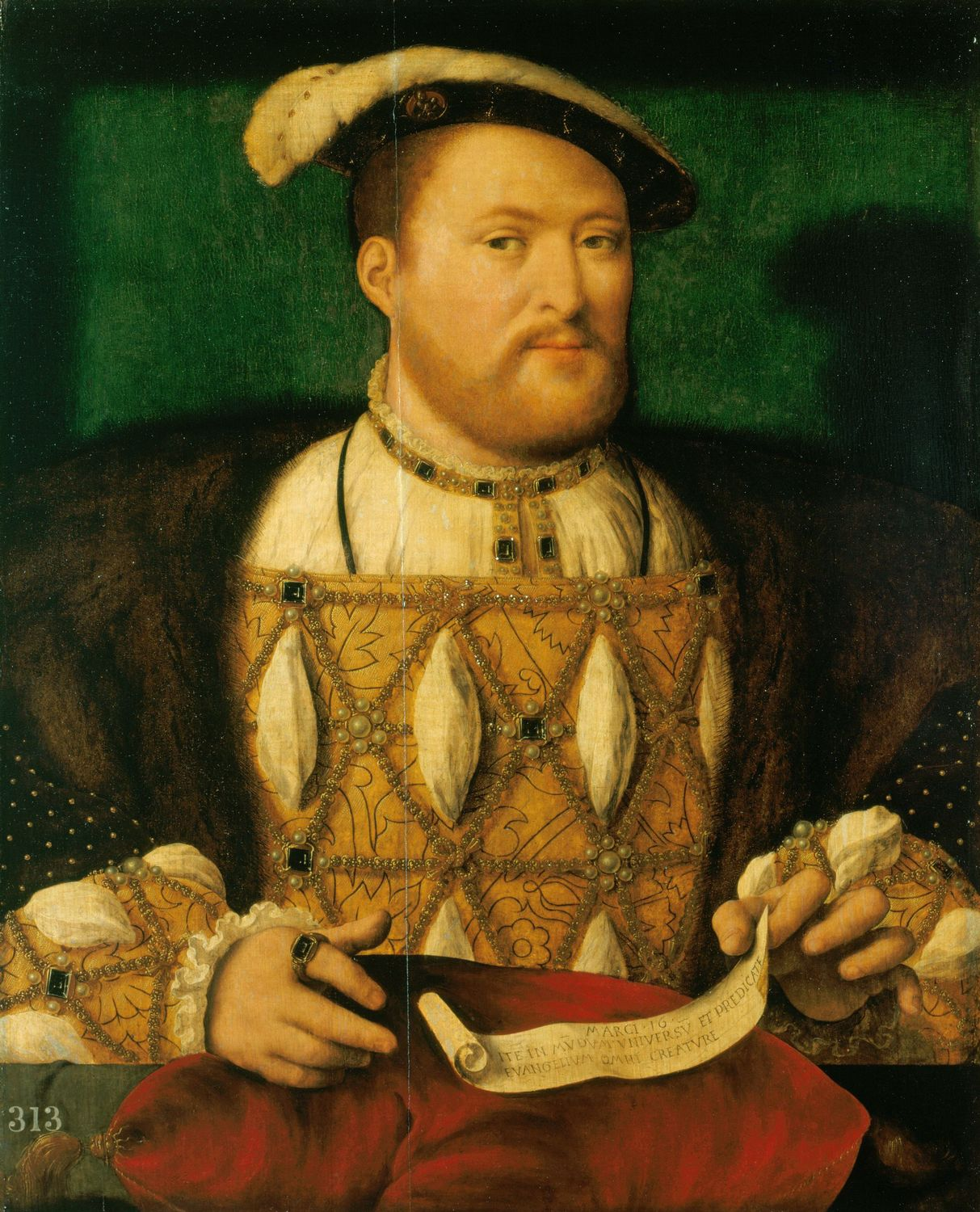
Король Генрих VIII, инициировавший разрыв с папским престолом и Реформацию в Англии. Портрет кисти Йоса ван Клеве, 1530-е гг.

Эпоха религиозной Реформации (XVI век) оставила глубочайший след в английской культуре, в том числе в традиции именования людей. Отказ от католичества и полный разрыв культурно-религиозных связей с Римом привёл к пересмотру состава христианских имён, принятых в английском обществе. Выходили из употребления имена, связанные с популярными католическими святыми. Взамен вводились в употребление библейские имена, в основном ветхозаветные, до этого использовавшиеся редко. В XVI—XVII веках отмечено появление движения радикально настроенных сторонников Реформации — пуритан, стремившихся «очистить» англиканскую церковь от остатков католицизма (от лат. puritas — «чистота»). Пуритане характеризовались строгостью нравов, аскетизмом, особым отношением к труду, дисциплинированностью. Они стремились как можно больше отличаться от католиков, потому «общехристианские» имена у них не пользовались признанием. В рядах пуритан возникло новое экспериментальное явление в антропонимике — использование в качестве личных имён абстрактных понятий с положительной семантикой, как правило, связанных с пуританскими религиозными воззрениями. Пуритане подвергались гонениям в Англии в начале XVII века, что подвигло их к переселению на новые неизведанные земли североамериканских колоний.
В царствование английской королевы Елизаветы I возникли имена, образованные от английских фамилий. Первоначально такая тенденция проявилась в семьях лендлордов, стремившихся «продлить» жизнь собственным фамильными именам. Наследуемые из поколения в поколение, такие имена были призваны демонстрировать благородное происхождение и генеалогические связи между семьями. Впоследствии тенденция фамильных имён закрепилась и расширилась, поскольку указание на родство в данной модели именования стало совершенно необязательным. Отфамильные имена получили более широкое распространение среди жителей США, нежели в Великобритании.
С XVII века отмечается влияние английской классической литературы на ономастикон. Искусственные, придуманные имена героев популярных пьес, романов, поэм входили в обиход и становились именами реальных людей. Среди авторов, повлиявших на состав английского именника — Уильям Шекспир, Филип Сидни, Джонатан Свифт и другие.
В том же веке в английской антропонимической системе закрепилось среднее имя — личное имя, следующее за первым, «основным». Новация пришла из Франции и изначально прижилась в королевской семье. Первый король Англии из династии Стюартов Яков I (правил в 1603—1625 годах), полное имя которого было Джеймс Чарльз Стюарт, получил своё среднее имя в честь Карла IX, короля Франции и своего крёстного отца. Старший сын короля Якова получил имя Генрих Фредерик; у несостоявшегося наследника престола и первое, и среднее имя присвоены в честь дедов по отцовской и материнской линии соответственно. Супруга следующего английского монарха, короля Карла I, Генриетта Мария Французская, стремилась к введению в обиход английского королевского двора французских обычаев. Само имя королевы влияло на распространение данной модели именования. С воцарением Ганноверской династии (1714) среднее имя у британских монархов стало традиционным; вслед за королевским домом и аристократией традиция именования детей несколькими именами в XVIII веке прочно закрепилась в английской антропонимии.

## Состав и структура английской антропонимии

### Библейские имена
Библейские имена в англоязычном мире относятся к наиболее распространённым.
Имена, взятые как у главных, так и у второстепенных персонажей Ветхого Завета, носят христиане во всех странах Европы. Помимо Великобритании — в других англоговорящих странах: США, Канаде, Австралии, Новой Зеландии, а также в Индии, ЮАР и других. Среди них — имена Бенджамин, Джозеф, Джейкоб; Сара, Дебра, Ребекка. Некоторые из ветхозаветных имен сейчас встречаются редко. В англоязычной среде у неевреев такие имена, как Reuben (Рубен), Hezekiah (Езекайя), Caleb (Кейлеб), и Bathsheba (Батшеба), Zillah (Зилла) и Beulah (Бьюла), отсылают к истории и культуре пуритан и других нонконформистских протестантских сект XVII века. Мужское имя Adam (Адам) было популярным именем в таких группах, но связанного с ним женского имени Eve (Ив) радикальные последователи Реформации избегали на том основании, что библейская Ева принесла грех в мир. Следующая волна интереса к ветхозаветным именам наблюдалась в XIX веке. Некоторые имена, например, Abigail (Эбигейл), обрели признание и распространение в этот период.
Незначительная часть библейских имён обрели высокую частотность и стали одними из самых распространенных имён среди носителей английского языка всех вероисповеданий. К ним относится, например, имя David (Дэвид); его носителями являются как христиане, так и иудеи, а также люди, не связанные с данными конфессиями. Причина популярности не только в том, что Давид — имя величайшего из всех библейских царей Израиля. Оно также — имя покровителя Уэльса и имя двух королей Шотландии. В других странах, однако, нет сходной традиции использования аналогов имени Дэвид, как в англоязычном мире, и оно считается характерно еврейским.
Имена Нового Завета распространены у христиан всех ветвей; их доминирующая частотность на европейском континенте, а также в Северной и Южной Америке, в Австралии свидетельствует о тотальном влиянии христианства на западную культуру в последние два тысячелетия.

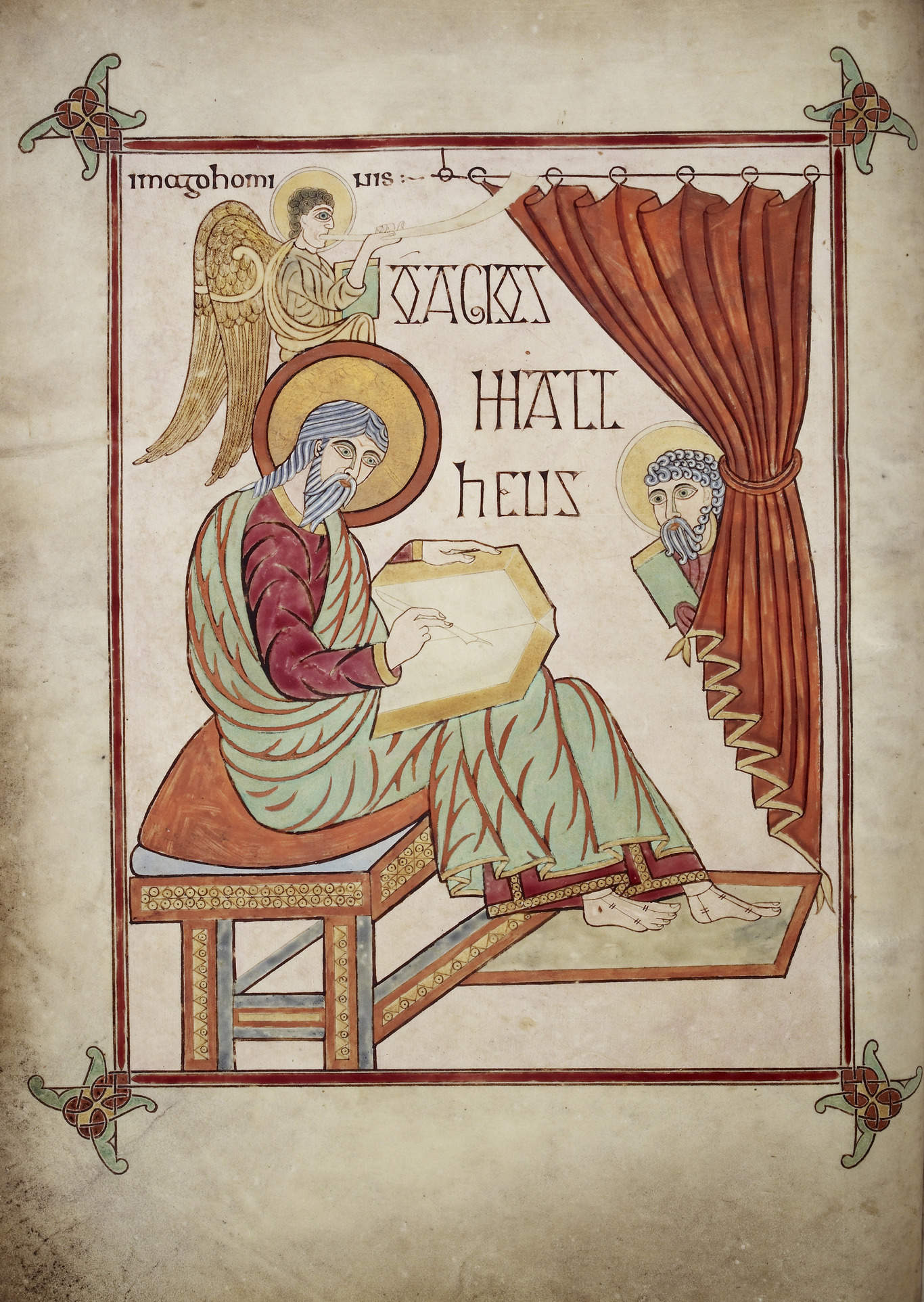
Евангелист Матфей. Иллюстрация в Евангелии из Линдисфарна, созданного в Нортумбрии в конце VII — начале VIII столетия.

Ключевыми именами в Новом Завете являются имена четырех евангелистов: Матфея, Марка, Луки и Иоанна, а также учеников Иисуса — апостолов, главным образом Петра, Иакова, Андрея, Фомы, Филиппа, Варфоломея и Симона. Евангелия согласуются между собой в числе апостолов («двенадцать» — символическое число в иудейской традиции, как свидетельствуют двенадцать колен Израилевых), но у евангелистов наблюдаются разночтения в точной идентичности двенадцати имен. Кроме того, несколько учеников Христа являлись носителями одних и тех же имён (например, Иаков Зеведеев и Иаков Алфеев). Но в евангельских текстах не всегда можно их различить между собой. В круг центральных новозаветных имён также включают имя апостола Павла, хотя он не был одним из первых двенадцати.
John (Джон) — одно из самых популярных имён, взятых из Нового Завета. Иоанном звали любимого ученика Иисуса, автора четвертого Евангелия. Так же звали ещё одного важнейшего персонажа Нового Завета — Иоанна Крестителя, предтечу Христа. Это имя было частым в первые века христианства, что отразилось на количестве раннехристианских святых с именем Иоанн. С христианизацией Европы имена, восходящие к нему (Жан, Иоганн, Йохан, Иван, Ян и др.), стали очень распространёнными во всех европейских языках и культурах.
Дева Мария — мать Иисуса, главное евангельское действующее лицо среди женщин. Особое почитание Богоматери издревле культивировалось в христианстве, поэтому имя Мария в христианских странах всегда пользовалось особой популярностью. Другая евангельская Мария — Мария Магдалина — более известна по прозвищу; католики её обычно отождествляют с кающейся грешницей. В некоторых странах от прозвания Марии образовывались женские личные имена (ср. фр. Мадлен), хотя оно само по себе не являлось личным именем, а указывало на её происхождение: Мария Магдалина — это Мария из Магдалы. Другими важными новозаветными женскими именами являются имена праведниц Марфы и Елизаветы. Истоки популярности некоторых христианских имён лежат в области христианской народной традиции. Например, имя матери Богородицы — Анны — в Новом Завете не упоминается, но известно по апокрифическим текстам. Небольшой перечень евангельских женских персонажей сказался на скудном ассортименте женских имён в английском именнике и способствовал широкой распространённости таких имён, как Mary (Мэри), Anne (Энн), Elisabeth (Элизабет).
Круг новозаветных имён охотно пополнялся при помощи имён, найденных в Деяниях апостолов и Посланиях апостола Павла. Одним из самых известных таких имён стало имя Timothy (Тимоти): Тимофеем звали любимого ученика и адресата Павла. Даже имена людей, упомянутых в этих текстах мимоходом, находили своих сторонников. Таковы мужские имена Felix (Феликс) и Jason (Джейсон), женские Julia (Джулия), Chloe (Хлоя), Berenice (Беренис).

### Имена христианских святых
Существенная часть имён, распространённых в странах Европы, обязана своей популярностью тому, что их носили канонизированные последователи христианства. Круг христианских святых необычайно широк и разнообразен: среди них — учёные Отцы Церкви (Афанасий Великий, Василий Великий, Амвросий, Иероним, блаженный Августин и другие) провидцы, подвижники и мистики (св. Антоний, св. Симеон, св. Франциск, св. Тереза), многочисленные мученики (святые Агата, Агнесса, Анастасия; Лукиан, Лаврентий, Себастьян), основатели религиозных орденов (святые Бенедикт, Бернард, Доминик). Объединяет их то, что в христианскую эпоху вокруг них развивался культ. В некоторых случаях легендарные сказания заменяли сколь-нибудь достоверные исторические факты, так что судить об историчности той или иной персоны не представляется возможным. Таковы, например, святые Христофор и Георгий. В то же время свидетельства о жизни и делах других ранних святых оказались задокументированы и хорошо известны.

#### Имена классической древности
Причисление к лику святых долгое время было едва ли не единственным источником пополнения именника именами из античной эпохи. Латынь повсеместно использовалась в Европе в Средние века в качестве «лингва франка» и языка литургии, однако латинские имена, не связанные с теми или иными святыми, не употреблялись и не могли иметь хождения в качестве личных имён. Причиной тому было подавление официальной церковью интереса к древней литературе и истории, борьба с наследием античных языческих цивилизаций. Поэтому в христианскую эпоху отсутствовала традиция нарекать детей в честь великих деятелей Античности. Там, где встречаются имена с явным латинским происхождением, такие как Anthony (Энтони), Marcus (Маркус), Julian (Джулиан), можно с большой долей уверенности предположить, что они восходят к именам раннехристианских святых или мучеников. Сходная картина и с именами греческого происхождения. В современной Греции используются имена из античного прошлого, такие как Фукидид, Сократ, Аристотель. Но в англоязычном мире эти греческие имена — большая редкость. Так же как и латинские, популярные имена греческого происхождения — например, Dennis (Деннис), Philip (Филип), Helen (Хелен) — вошли в английский язык посредством имён святых.

#### Местночтимые святые и святые покровители

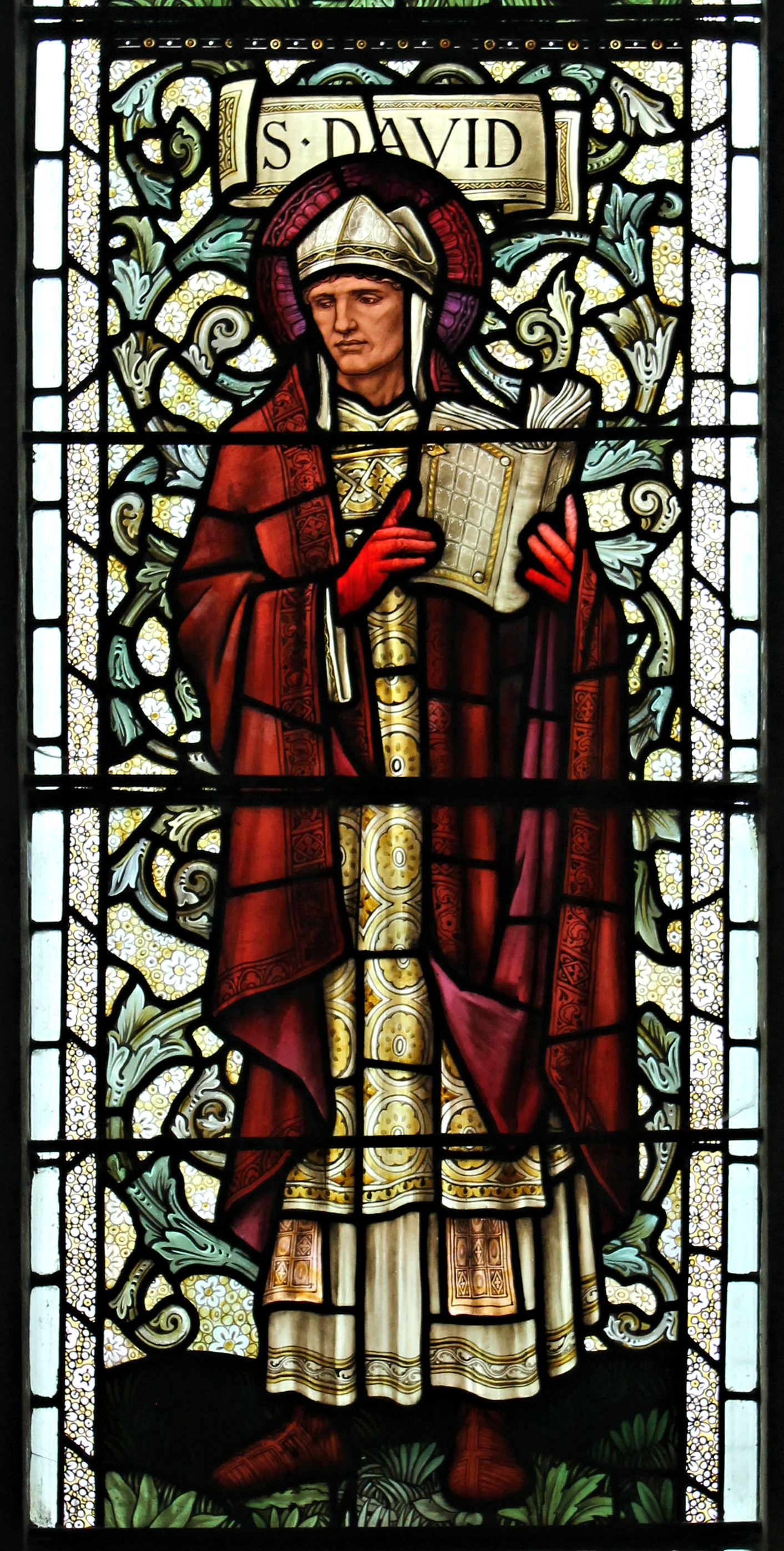
Святой Давид Валлийский, считающийся небесным покровителем Уэльса. Витраж в Церкви Святого Эгидия, Рексем, Уэльс.

В Европе много областей, где имя местного святого регулярно встречается внутри локальных общин, но не слишком известно вовне. Таковы, например, имена св. Леокадии из Толедо, св. Годлевы из Фландрии, св. Брицио из Сполето. Их культы территориально ограничены, а вместе с ними ограничена употребимость их имён. Есть, однако, примеры, когда местночтимый святой получал более широкую известность. Культурное значение и влияние Парижа сказались на том, что имена его святых покровителей, св. Дени и св. Женевьевы, стали популярными за пределами французской столицы и даже за пределами самой Франции.
Статус национального покровителя является еще более влиятельным, о чём свидетельствует популярность в англоязычном мире имён св. Георгия — покровителя Англии, св. Андрея — покровителя Шотландии, св. Давида — покровителя Уэльса, св. Патрика — покровителя Ирландии. Некоторым святым приписывается покровительство определённых занятий и профессий. Известны случаи, когда выбирают имя ребёнку по данному признаку. Так, дочь родителей, любящих музыку, может получить имя Сесилия в честь святой покровительницы музыки.

### Королевские и аристократические имена

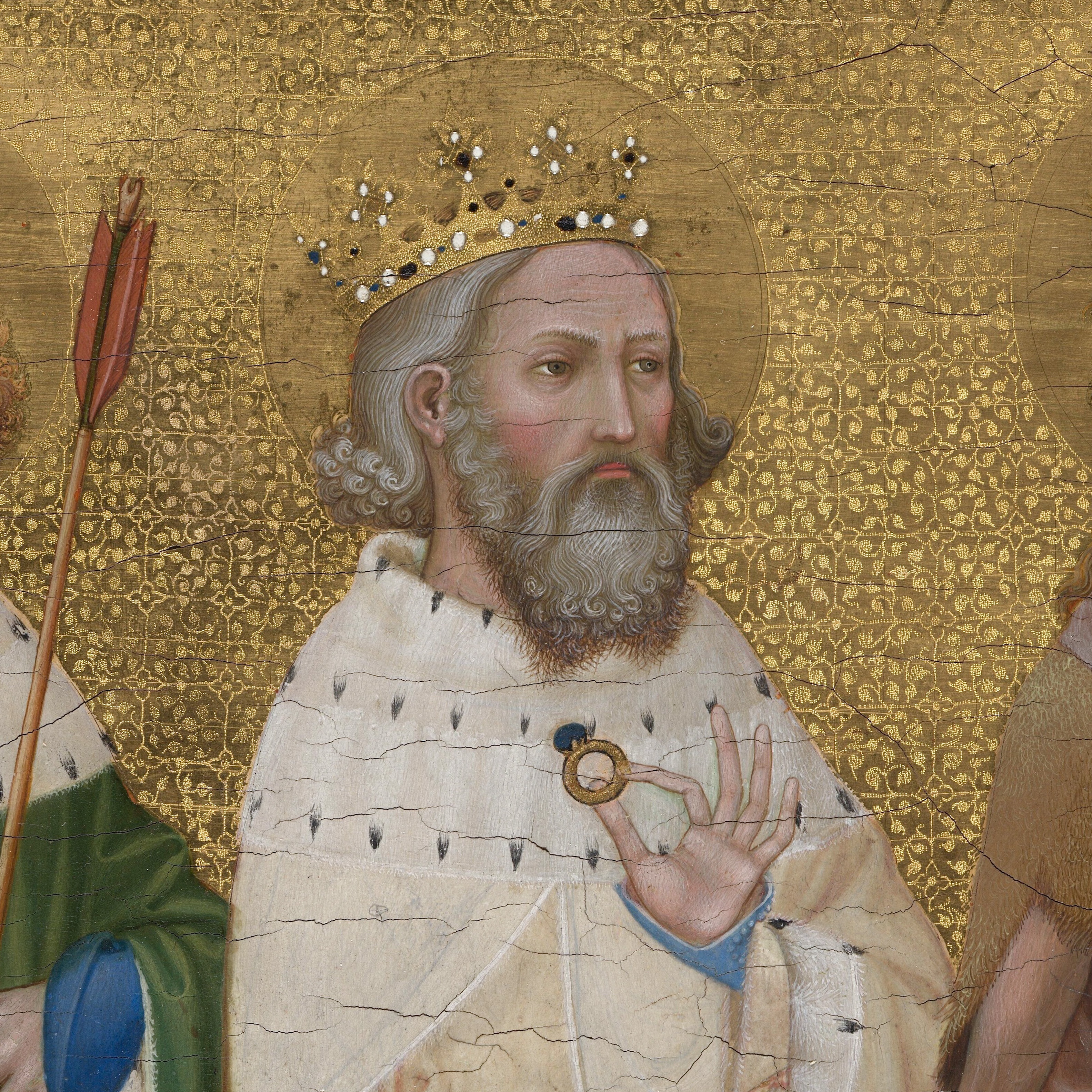
Святой Эдуард Исповедник. Деталь Уилтонского диптиха, конец XIV в.

Частотность имени, которое носит член правящей династии, особенно успешный и почитаемый монарх, неизменно увеличивается среди подданных. Популярность новозаветного имени Elisabeth, наблюдавшаяся в XVI веке, многократно усилилась после воцарения королевы Елизаветы I. Её правление, отмеченное расцветом во многих сферах общественной жизни, было весьма продолжительным и оставило добрую память у потомков. Имя Elisabeth с той поры неизменно остаётся в числе востребованных женских имён в англоязычном мире. Интерес к нему возрос в XX веке, после того как в 1952 году на престол взошла Елизавета II.
Elisabeth — библейское имя, но в ряду имён английских монархов библейские имена в меньшинстве: основной круг королевских имён имеет дохристианское германское происхождение. Здесь выделяется группа имён, связанных с норманнской аристократией: таковы имена Charles (Чарльз), William (Уильям), Henry (Генри), Richard (Ричард), Robert (Роберт). Они вошли в обиход в ходе подчинения страны после нормандского завоевания Англии в 1066 году. Норманны по происхождению относятся к северогерманским племенам, расселившимся в Скандинавии, а в X веке обосновавшимся также в Нормандии; здесь они быстро смешались с местным населением, переняв их язык (старофранцузский) и культуру. Романизированные имена норманнской аристократии стали активно распространяться в английском обществе, потеснив прежние имена старого англосаксонского дворянства. Последние были надолго забыты. Интерес к ним вернулся в XIX веке; в викторианскую эпоху становятся популярными такие имена из англосаксонского прошлого, как Alfred (Альфред), Edwin (Эдвин), Harold (Гарольд), Edmund (Эдмунд); Mildred (Милдред), Audrey (Одри). Особняком стоит имя Edward (Эдвард). Будучи именем англосаксонским, оно устояло в период вытеснения прежних имён. Причина того заключается в личности предпоследнего англосаксонского короля Эдуарда Исповедника, который почитался как старой, так и новой норманнской аристократией. Англосаксонские имена, как и норманнские, имеют древнегерманское происхождение, но они не подвергались воздействию французского языка. Появившись задолго до норманнского завоевания, англосаксонские имена были доминирующей группой в именнике знати того времени. Большинство германских имён, как правило, являются двухосновными, то есть состоят из двух корней. Однако значение имени при этом не сводится к простому сложению значений обеих основ.

### Имена кельтского происхождения
Следующий значительный пласт имён в англоязычном мире, после христианских имён и имён знати германского происхождения, связан с кельтскими традициями. Кельтские племена населяли Британские острова с VIII в. до н. э. по V в. н. э.; население южной, восточной и отчасти центральной части Британии подверглось романизации в ходе римского завоевания (с I в. н. э.). Римское владычество сменилось в V веке постоянными набегами германских племён: англов, саксов, пиктов и др., которые вытеснили кельтов на запад (в Уэльс) и север (в Шотландию и Ирландию). Лишь там в ограниченных областях кельтские народности смогли сохранить самобытность, язык и культуру. Они по-прежнему продолжали использовать имена из своего традиционного именника. В XIX веке на волне общественного интереса к истокам национальной истории адаптированные имена кельтского происхождения нашли широкое применение в англоязычном мире. Стали востребованными такие имена, как Barry (Барри), Bryan (Брайан), Ian (Иэн), Kenneth (Кеннет), Neal (Нил); Sheyla (Шейла), позаимствованные из шотландского (гэльского) и ирландского гэльского языка, а также Garret (Гаррет), Trevor (Тревор); Gladys (Глэдис), Gwendolyn (Гвендолин), взятые из валлийского. Войдя в моду, они распространились далеко за пределы исходных этнических групп. Многие современные носители таких имён имеют весьма приблизительные представления об их происхождении. В то же время выделяется группа имён, которые также функционируют в англицизированных формах, но используются в семьях, осознающих свои кельтские корни и стремящиеся это подчеркнуть. Таковы женские валлийские Branwen (Бранвен), Dilys (Дилис); Gwyneth (Гвинет), Olwen (Олуэн) или мужские гэльские Brendan (Брендан), Connor (Коннор), Cormac (Кормак), Rory (Рори).
Особенностью кельтской традиции именования является её опора на древность и укоренённость в фольклоре. Многие имена современного именослова встречаются в легендах и сказаниях. Например, имя Deirdre (Дейдра) отсылает к трагической легенде о девушке, обручённой против своей воли (см. Дейрдре). Некоторые имена связаны с кельтскими языческими верованиями. Например, имя Aodh, получившее распространение в англицизированной форме Hugh (Хью) — это имя кельтского бога солнца. Имя Нив (Niamh) (англицизированная форма Neve (Нив)) — имя дочери морского бога Мананнана, возлюбленной мифического героя Ойсина.

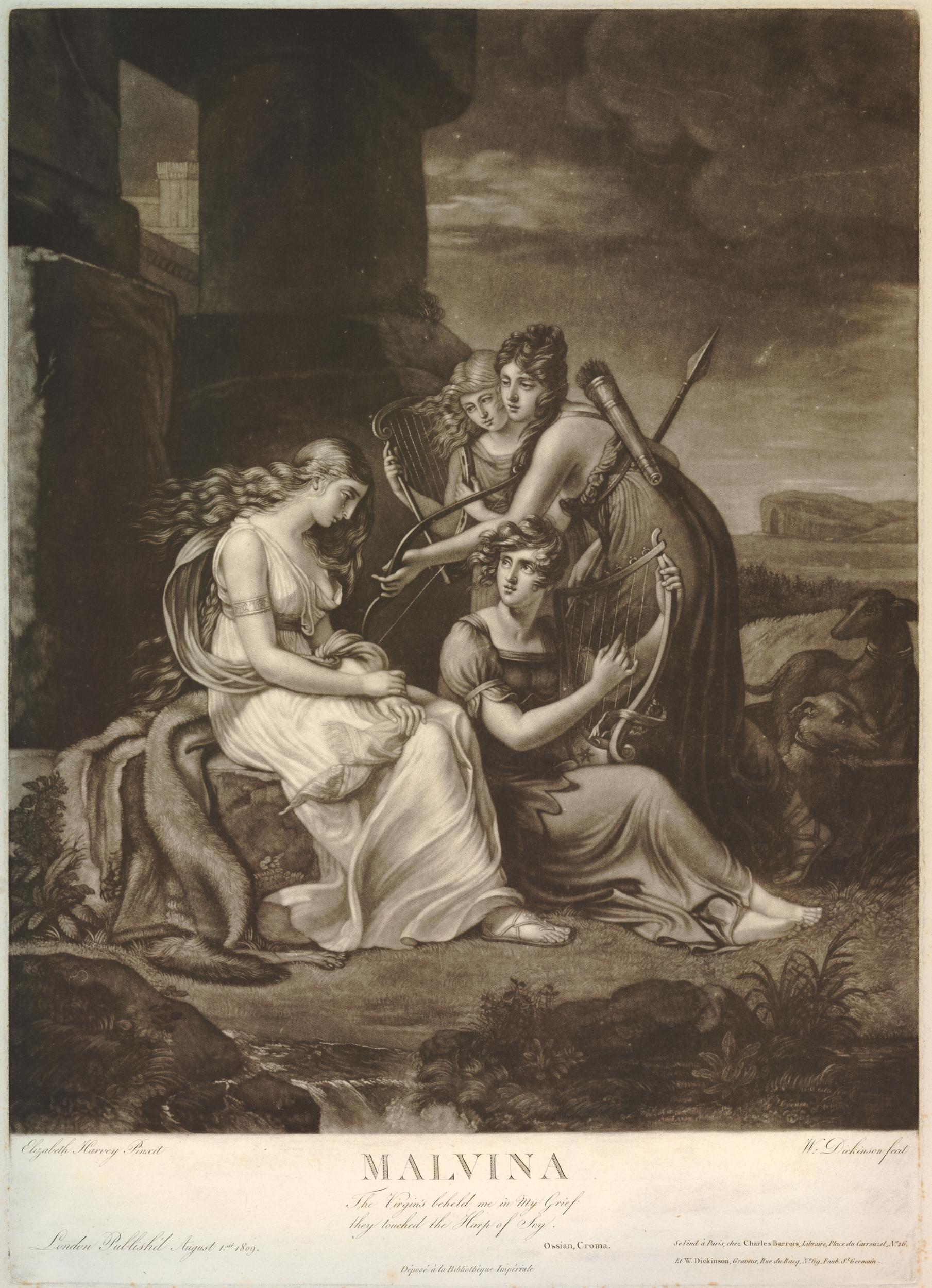
Мальвина оплакивает смерть Оскара. Гравюра Уильяма Дикинсона по картине Элизабет Харви, 1809 г.

Некоторые христианские имена также подвергались воздействию кельтской культуры. Примером может служить имя св. Патрика, покровителя Ирландии. Оно восходит к лат. patricius (см. патриций), но закрепилось в обиходе в его ирландской форме. Также имя ирландского святого Колумбы, подвижника, проповедовавшего в Шотландии, трансформировалось в имя Callum (Каллум).
В XVIII веке нарождавшийся интерес к кельтской архаике подтолкнул шотландского поэта Джеймса Макферсона к созданию цикла эпических поэм, основанных на старинных шотландских легендах. Авторство якобы принадлежало легендарному Оссиану (Ойсину), жившему в III веке. Поэмы пользовались всеевропейским успехом, переводы появились во Франции, Германии, Италии, России и других странах. Вошли в обиход имена из поэм, такие как Oscar (Оскар), Selma (Сельма), Malvina (Мальвина). Наполеон Бонапарт, поклонник поэм, давал некоторым своим крестникам «оссиановские» имена. Так, в 1799 году в семье военного министра Франции Жана-Батиста Бернадота родился мальчик, которому крёстный дал одно из имён Оскар. Впоследствии отец мальчика принял предложение занять шведский трон, а сам он стал шведским кронпринцем и позже королём под именем Оскар I.
Валлийские имена по древности сопоставимы с именами гэльского шотландского или ирландского происхождения, однако перечень имён, имеющих хождение, заметно меньше. Как и другие кельтские имена, они содержатся в фольклорных произведениях, в частности, в легендах из сборника «Мабиногион» (имена Pryderi (Придери), Branwen (Бранвен), Rhiannon (Рианнон)). Но наиболее значимым источником имён валлийского происхождения является цикл артуровских легенд. Король Артур — легендарная фигура, исторические сведения о нем крайне скудны. Вероятно, прототипом легендарного короля послужил кельтский вождь или военачальник V—VI веков, успешно противостоявший вторжениям англосаксов. В Средние века вокруг легенд о короле Артуре и его рыцарях сформировался значительный пласт европейской рыцарской литературы. Имена, взятые из артуровских преданий, включают такие имена, как мужские Lancelot (Ланселот), Merlin (Мерлин), Percival (Персиваль), Tristram (Тристрам), женские Elaine (Элейн), Guinevere (Джиневер). Последнее имя связано с широко распространённой диалектной вариацией — Jennifer (Дженнифер).

### Имена, образованные от фамилий и топонимов
Личные имена, образованные от фамилий, образуют самобытную группу в английском антропонимиконе. Обычай давать детям такие имена, поначалу в качестве второго (среднего) имени, возник в кругу крупных землевладельцев. Брак здесь нередко рассматривался как способ упрочения положения всего клана. Жёны из богатых и влиятельных семей нарекали первенцев своей девичьей фамилией. Тем самым ребёнок, наследовавший фамилию отца, наследовал и фамилию матери в качестве среднего имени. Соединение двух фамилий в обществе воспринималось как символ союза двух семей и подчёркивало статус человека. Первые случаи использования отфамильных имён относятся к временам царствования Елизаветы I (XVI век). Постепенно данная практика получала всё большее распространение и вышла за пределы высших сословий. Использование девичьей фамилии матери в качестве второго имени широко практиковалось среди носителей английского языка в XX веке. В то же время утрачивалась непосредственная связь между отфамильным именем и фамилией матери. То есть детям стали присваивать отфамильные имена, не связанное с семьёй: например, по фамилии выдающегося деятеля или знаменитости. Некоторые имена из этой группы получили широкое признание; они часто использовались в качестве первого или единственного имени человека. Тем самым их происхождение от фамилий стушевалось. Таковы имена Dadley (Дадли), Stanley (Стэнли), Gifford (Гиффорд) и другие. Значительная часть отфамильных имён используются как мужские имена (Kingsley (Кингсли), Marshall (Маршалл)), но есть несколько исключений: некоторые отфамильные имена обрели статус женских (например, Beverly (Беверли), Kimberly (Кимберли), Shirley (Ширли)).
Шотландские фамилии также способствовали пополнению английского антропонимикона. Такие отфамильные имена, пришедшие из Шотландии, как Graham (Грэм), Douglas (Дуглас), Keith (Кит), Frazer (Фрейзер), Leslie (Лесли), стали популярными в англоязычном мире. Имя Leslie используется и как мужское, и как женское.
Некоторые личные имена из англосаксонского прошлого сохранились до наших дней благодаря тому, что в Средние века превратились в фамилии. В таком статусе они пережили период забвения и спустя столетия снова вернулись в именник в качестве личных имён. Примерами могут послужить имена Osborne (Осборн), Goodwin (Гудвин), Goddard (Годдард).

### Влияние литературы и массовой культуры на состав английских имён
Ранее уже упоминалось заимствование имён из легенд артуровского цикла или шотландских поэм, приписанных Оссиану. Однако список примеров литературных источников для пополнения английского именослова шире.
Произведения Шекспира богаты на имена, придуманные или привнесённые извне. Известны случаи использования имён его персонажей, таких как Cordelia (Корделия), Порция (Portia), Rosalinda (Розалинда), Juliet (Джулиет; в традиционном переводе — Джульетта). Но, за несколькими исключениями, имена из шекспировских пьес воспринимаются слишком экзотичными или специфичными, чтобы получить заметную популярность. Из имён, связанных с творчеством Шекспира, массовым стало имя Jessica (Джессика). Оно впервые упоминается в комедии «Венецианский купец» (1600): так звали дочь Шейлока, центрального персонажа пьесы. Имя Miranda (Миранда), также ставшее популярным, поэт придумал для героини «Бури» (1611). Ещё одно искусственное имя шекспировской героини, получившее широкое распространение, — Olivia (Оливия; комедия «Двенадцатая ночь», 1602).

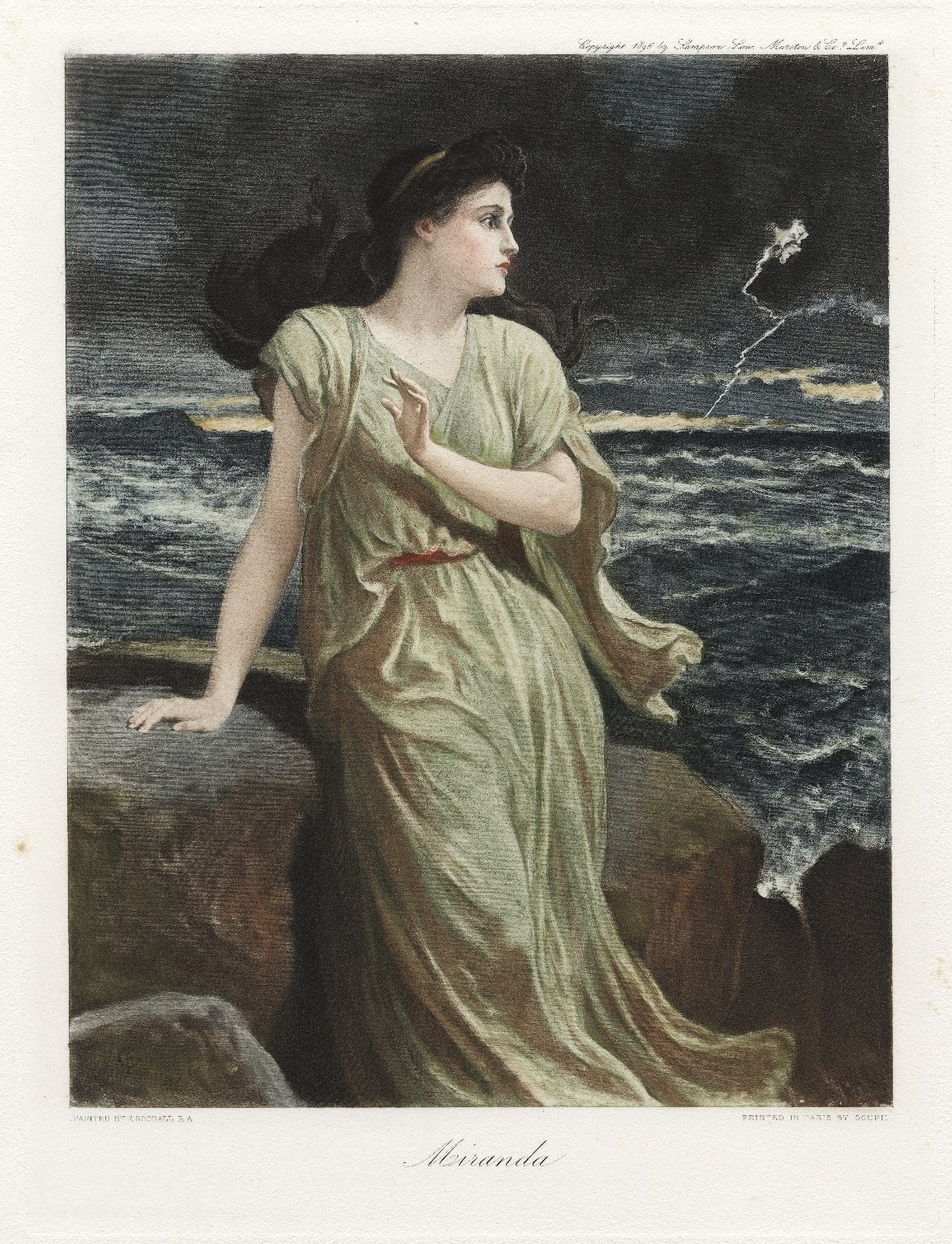
Миранда, героиня шекспировской «Бури», в представлении британского художника Фредерика Гудолла (1888)

Поэта Филипа Сидни, современника Шекспира, считают автором имени Stella (Стелла; цикл сонетов «Астрофил и Стелла», 1582). Он же придумал имя Pamela (Памела) для героини куртуазного романа «Аркадия» (1590). Это имя в дальнейшем использовал Сэмюэл Ричардсон в одноимённом произведении (1740).
Для литературы эпохи сентиментализма и романтизма характерны искусственные имена. Обращаясь к ним, писатели освобождали своих героев от ассоциаций, связанных с тем или иным реальным именем. Напротив, используя придуманное имя, они стремились сформировать нужное автору восприятие персонажа. Некоторые искусственные имена с признанием произведения у читателей получали жизнь в качестве реальных имён. Помимо популяризации имени Памела, Сэмюэл Ричардсон ввёл в обиход имя Clarissa (Кларисса) в романе «Кларисса, или История молодой девушки». Джонатан Свифт сочинил имя Vanessa (Ванесса; поэма «Каденус и Ванесса», 1726), сложив в нём первые слоги от фамилии и имени своей возлюбленной Эстер Ваномри. Генри Филдинг популяризовал имя Amelia (Амелия; одноимённый роман, 1751), а Сэмюэл Кольридж — Christabel (Кристабель; одноимённая баллада, 1800). Имя Leila (Лейла) вошло в английский именослов стараниями Байрона и Литтона; Maude (Мод) и Vivian (Вивиан) обязаны известностью Альфреду Теннисону, а имя Pippa (Пиппа) впервые появилось в пьесе Роберта Браунинга. Имя Ширли, изначально мужское, ведущее происхождение от фамилии и топонима, через роман Шарлотты Бронте стало популярным женским именем.
Значительный вклад в английский именослов внёс Вальтер Скотт. Его романтические произведения, снискавшие многочисленную аудиторию читателей нескольких поколений, отличаются редкими именами из прежних исторических эпох, которые к XIX веку вышли из употребления. Через творчество писателя вернулись в обиход такие имена, как Nigel (Найджел), Guy (Гай), Edgar (Эдгар), Wilfred (Уилфрид), Roland (Роланд), Quentin (Квентин).

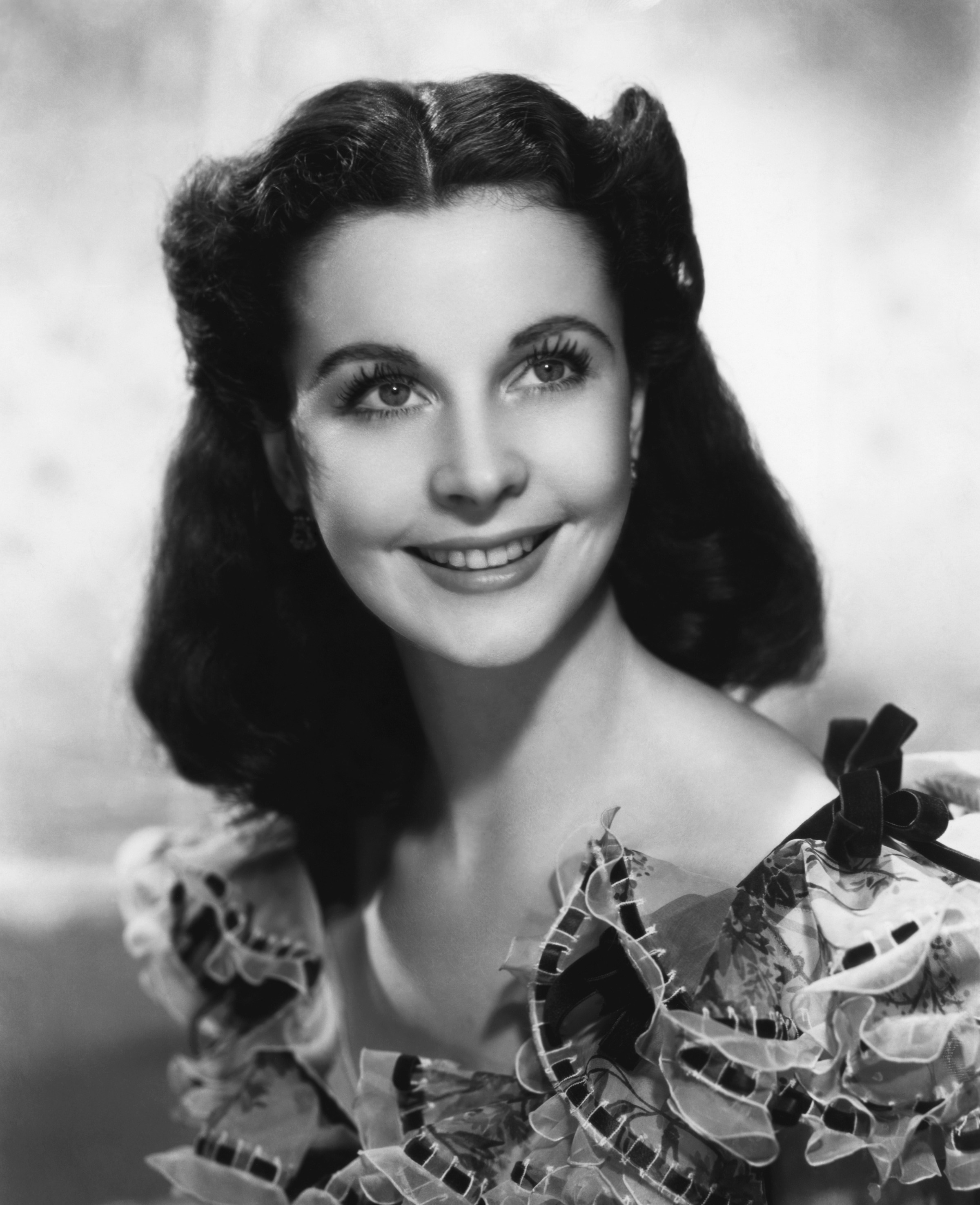
Актриса Вивьен Ли в роли Скарлетт О’Хара. Фильм «Унесённые ветром» (1939).

Среди других литературных источников английских имён упоминается и роман Маргарет Митчелл «Унесённые ветром» (1936). Многие имена центральных персонажей были придуманы или возрождены писательницей. Вследствие большого успеха романа (и последовавшей в 1939 году голливудской экранизации) они обрели статус имён реальных людей: такие имена, как Bonnie (Бонни), Rhett (Ретт), Scarlett (Скарлетт), Careen (Карин) перешагнули границы вымысла.
Литературные достоинства произведения влияют на популярность имени гораздо меньше, нежели широкая известность у читателей и способность будить фантазию. Моду на имена иногда формировали произведения, сейчас малоизвестные, но имевшие краткий успех в своё время. Так, публикация малоизвестного сейчас романа Пола Лестера Форда «Дженис Мередит» (1899), а позже появление театральной постановки, способствовало распространению имени Janis (Дженис).
Имена литературных героев находили отклик у хорошо образованной, читающей публики, в состоятельных сословиях общества. Перечень английских личных имён с литературными корнями довольно широк, но между тем в XIX и первой половине XX века самыми массовыми именами в англоязычной среде оставались имена христианской традиции или древнегерманского происхождения.
В XX веке стало заметным влияние массовой культуры на состав английского антропонимикона: кинематограф, телевидение, поп-музыка формировали моду на те или иные имена. Примером может служить музыкальный фильм 1956 года «Высшее общество», в котором признанная голливудская актриса Грейс Келли снялась в главной роли, её героиню звали Трейси Лорд. После премьеры фильма с конца 1950-х годов наблюдался рост популярности имени Tracy (Трейси).
На известность имени влияют не только персонажи из кинофильмов, но и актёры, которые в них играют. Родители могут называть детей такими именами, как, например, Грир, Кэри и Спенсер, в честь кинозвёзд Грир Гарсон, Кэри Гранта, Спенсера Трейси. Слава киноактрисы Клодетт Кольбер способствовала росту известности имени Клодетт в англоязычном мире. В тех случаях, когда знаменитость или персонаж кино носил достаточно распространённое имя, отследить его влияние на моду нелегко. Но в других случаях воздействие «гламура» поддаётся изучению: звёздный статус голливудских актёров Хамфри Богарта, Кларка Гейбла, Джин Харлоу, Мэрилин Монро благотворно сказался на именах Хамфри, Кларк, Джин, Мэрилин.
Телесериалы с высоким зрительским рейтингом также воздействуют на именник. Например, после старта в середине 1980-х австралийской мыльной оперы «Соседи» с главной героиней по имени Шарлин количество новорождённых девочек с этим именем увеличилось как в Австралии, так и в Великобритании. А успешная карьера в шоу-бизнесе исполнительницы главной роли в сериале — певицы и актрисы Кайли Миноуг — сказалась на частотности имени Кайли.

### Отапеллятивные имена
Нарицательная лексика послужила ещё одним источником английских личных имён, сформировав в английском антропонимиконе своеобразную и обширную группу. Отапеллятивные имена появились у пуритан в XVII веке. Ввиду их религиозных убеждений, неприятия католической традиции, распространённые в то время имена святых были для них неприемлемыми. Сторонники Реформации обращались к малоупотребимым именам из Ветхого Завета, но также использовали имена-неологизмы. Они образовывались от абстрактных понятий с положительной семантикой, связанных с религиозными убеждениями пуритан. Примером могут послужить имена Charity (Чарити, «милосердие, сострадание»), Grace (Грейс, «благодать»), Mercy (Мерси, «милость, милосердие»), Prudence (Пруденс, «благоразумие»), Hope (Хоуп, «надежда»). Источником этих имён служили религиозные тексты (например, отрывок из «Послания к римлянам» апостола Павла), в которых разъяснялись качества христианина.

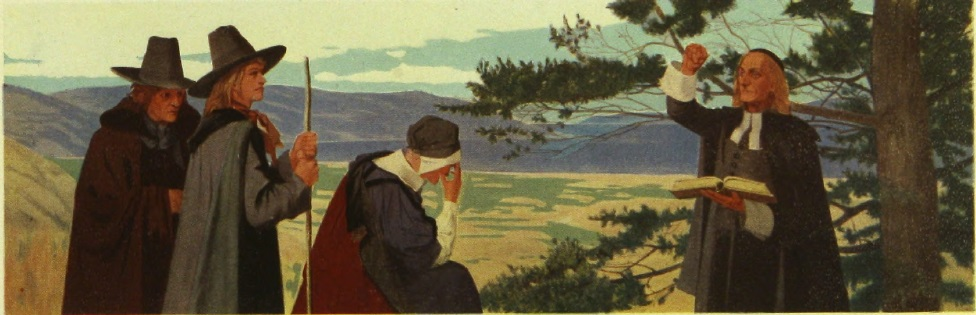
«Пуритане», фреска работы американского художника Фрэнсиса Дэвиса Милле (1909) в здании Cleveland Trust Company, Кливленд, Огайо, США.

Перечисленные выше так называемые «добродетельные» имена вошли в именослов и используются в наше время, но в ряду пуританских имён-неологизмов были и такие, которые по прошествии времени воспринимаются как лингвистические курьёзы. В качестве имён использовались многие слова, обозначающие стремление к нравственному совершенству: Godly («благочестивый»), Humility («смирение»), Diligence («усердие, старание»), Perseverance («настойчивость»). Религиозный фанатизм пуритан находил отражение в таких именах, как Endure («терпи»), Repentance («раскаяние»), Refrain («воздержись»), Tribulation («горе, беда»). Были имена, соединяющие в себе фразы или восклицания религиозного характера: Hate-evil («возненавидь порок, зло»), Joy-again («снова радость»), Be-thankful («будь благодарным»), God-reward («воздаяние Богу»), The-work-of-God («Божья работа»), Aid-on-high («помощь свыше»). Самые радикальные пуритане придумывали своим детям синтаксически сложные имена: Jesus-Christ-came-into-the-world-to-save («Иисус Христос пришёл в мир, чтобы спасти»), Fight-the-good-fight-of-faith («Борись за добро, борись за веру»), Through-much-tribulation-we-enter-into-the-kingdom-of-heaven («Через страдания мы входим в царствие небесное»). Религиозное имятворчество сразу же стало объектом сатиры и критики. Новые имена высмеиваются, например, в комедии «Варфоломеевская ярмарка» Бенджамина Джонсона (1614) и других литературных произведениях XVII века.
Пуританские имена-неологизмы напоминают другое заметное явление в антропонимике — так называемые «революционные имена», возникшие после Октябрьской революции. Так же, как у пуритан XVII века, в СССР в 1920-е годы первостепенное значение играла идеология, требовавшая отказа от прежней культуры, традиций, а с ними и от прежних имён. «Революционные имена» часто были теми же именами-лозунгами (ср. Вилиор — «Владимир Ильич Ленин и Октябрьская революция»; Дамир — «Да здравствует мировая революция») или именами — знаками новой жизни, новой культуры (Искра — по названию партийной газеты «Искра»; Эра, Юнна — от нарицательных существительных, в которых подразумевались наступление новой эры в истории человечества и юность мира, пришедшая с Октябрём).
Подвергшись притеснениям и репрессиям на родине, пуритане массово переселялись в североамериканские колонии, неся с собой на новые земли новый быт и новую культуру. В дальнейшем имена, связанные с культурой пуритан, получили заметно большее распространение именно на территории США, нежели в других странах англоязычного мира.
С конца XIX века группа отапеллятивных имён стала расширяться; приток новых имён-неологизмов уже не был связан с религией или идеологией. Новые имена, преимущественно женские, отличаются благозвучием и положительной семантикой. Условно они делятся на несколько групп по типовым признакам исходных апеллятивов. Их этимология отсылает к названиям драгоценных камней, минералов (Amber (Эмбер, «янтарь»), Coral (Корал, «коралл»), Beryl (Берил, «берилл»), Pearl (Пёрл, «жемчуг»), Crystal (Кристал, «кристалл»)); названиям трав, цветов (Dahlia (Далия, «георгина»), Clover (Кловер, «клевер»), Ivy (Айви, «плющ»), Fern (Ферн, «папоротник»), Lily (Лили, «лилия»)); названиям деревьев, кустарников, плодов (Berry (Берри, «ягода»), Cherry (Черри, «вишня»), Heather (Хезер, «вереск»), Rowan (Роуэн, «рябина»), Hazel (Хейзел, «орешник»)); названиям птиц (Lark (Ларк, «жаворонок»), Kestrel (Кестрел, «пустельга»)); наименованиям месяцев (April (Эприл, «апрель»), June (Джун, «июнь»)). Среди мужских имён выделяются имена, образованные от названий благородных титулов (Earl (Эрл, «граф»), Duke (Дюк, «герцог»), King (Кинг, «король»), Prince (Принс, «принц»)).

### Искусственные имена
Под «искусственными именами» обычно подразумеваются имена, созданные в процессе имятворчества в отрыве естественного процесса именования людей, бытования имён в языке и культуре; такие имена ощущаются как специально сконструированные. Свободное изобретение новых имён встречается во всех частях англоязычного мира, но более характерно для южных штатов США, где явление получило широкое распространение со второй половины XX века. Большую часть данной группы имён составляют женские имена. Среди искусственных имён выделяются две группы: а) контаминированные, б) придуманные.
В контаминированных именах отчётливо выделяются две или более частей, взятые из уже существующих, традиционных имён. Таковы имена Samantha (Саманта; от Sam[uel] и Anth[ea]), Latasha (Латаша; от La[tisha] и [Na]tasha), Katelyn (Кейтлин; от Kate и Lynn), Sherida (Шерида; от Cher[yl] и [Philli]da). В группе контаминированных имён много таких, которые образованы производительными женскими формантами. В имятворчестве активно задействуются -elle/-ella (Roselle ← Rosa), -ette/-etta (Clarette ← Clare), -ice, -inda, -ona, -yl (Meryl ← Meriel ← Muriel), а также -ene (Jeannene ← Jeane), -een (Maureen ← Maurice), -lyn (Jacklyn ← Jack), -lene (Abilene ← Abbie ← Abigail), -da (Alanda ← Alan), -bel/-belle/-bella (Dulcibel ← Dulcie) и некоторые другие, образуя новые имена по модели уже существующих.
Придуманные имена представляют собой свободные фантазии; они создаются родителями по собственным принципам и индивидуальным ассоциациям. Примерами могут служить имена Almita, Tawana, Luvenia.
Подобное имятворчество вносит весомый вклад в состав английского именника, способствуя расширению номенклатуры имён. Как движущая сила явления отмечается стремление родителей отличаться от социальной нормы, выделить своего ребёнка среди других, любовь к новизне.

### Black names. Имена афроамериканцев и выходцев из Вест-Индии

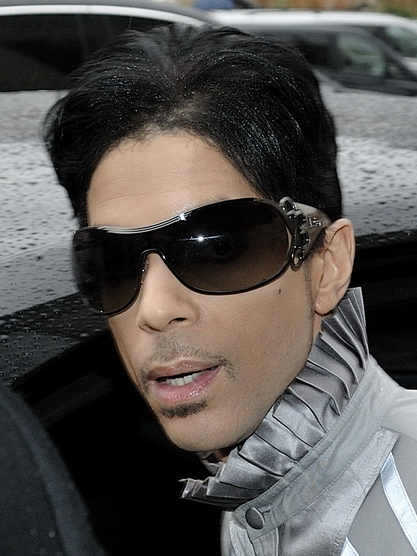
Американский поп-музыкант Принс Роджерс Нельсон, более известный под мононимом Принс.

Особую группу в системе английских личных имён образуют так называемые «black names» — имена афроамериканцев и выходцев из Вест-Индии, проживающих в США. В них находят отражение культурное наследие, традиции и вкусы чернокожего населения Северной Америки, которые имеют отличия от культуры и вкусов белого населения. В именнике афроамериканцев присутствуют в большом количестве искусственные имена, рассмотренные в предыдущем разделе, что определяет одно из отличий от именника белых американцев. Помимо упомянутых выше способов образования новых имён задействуются и другие. Активно применяются префиксы, позволяющие получить новые имена из хорошо известных. Префикс De- используется для образования мужских имён: Dejuan, Deshawn. Вероятно, традиция позаимствована у италоамериканцев: в процессе натурализации итальянские фамилии с частицей «de» часто соединялись с ней в одно слово (De Angelo → DeAngelo, Deangelo). В таком же качестве выступает префикс Del- (Delbert, Delroy). Для образования женских имён практикуются префиксы La- и Sha-: Lashauna, Latoya, Latisha, Shafaye.
Также распространены имена с прозрачной семантикой, напоминающие о происхождении, цвете кожи, — в знак национальной гордости: Africa, Zula, Ebony. К этой группе имён примыкают имена от апеллятивов, обозначающих различные титулы: King, Prince, Duke и др. В эпоху рабовладельчества хозяева давали подобные прозвища своим рабам в знак злой насмешки и унижения. Однако с отменой рабства негативный, издевательский смысл именования таким именами исчез, и они стали восприниматься как знак расовой гордости.
Для афроамериканского именника характерно частое использование имён, которые стали непопулярными у белого населения. Например, женское имя Thelma (Тельма) показывало высокую частотность у белых американцев в 1920-е—1930-е годы, но со временем стало редким, тогда как у афроамериканцев в 1990-е оно было среди самых востребованных имён. Похожая судьба у мужского имени Sidney (Сидни). Оно пользовалось определённой популярностью с середины XIX до начала XX века, а в наше время считается преимущественно афроамериканским именем.

### Особенности состава мужских и женских имён. Гендерно нейтральные имена
Если посмотреть на исторические английские антропонимические записи, то станет заметно, что мужские имена в них встречаются гораздо чаще, чем женские. На протяжении веков в английской культуре, как и в других европейских культурах, роль мужчины, его социальная активность были заметно выше, нежели роль и активность женщины. Мужчины брали на себя внешний круг общественной деятельности — например, торговлю, заключение сделок, — тогда как на долю женщин традиционно приходился внутрисемейный круг дел. По мужской линии определялось происхождение человека, наследование имущества и т. д. В то же время в Библии, основном источнике для именования людей в христианском обществе, содержится сравнительно мало женских имён. Эти причины обусловили то, что в исторических документах женские имена встречаются реже, и в количественном отношении их меньше.
С ростом социальной роли женщин в Англии росла и потребность в разнообразии женских имён. В XV—XVII веках проблема решалась оригинальным способом: новорождённых девочек стали крестить традиционно мужскими именами святых. Так, известны записи в метрических книгах о наречении девочек в честь святых Филиппа, Николая и Георгия. В церковных документах указывались лишь мужские имена святых, но в светской жизни женщины становились носителями имён Philippa, Nichola, Georgia. Для создания женских имён применялся суффикс -a или -ia, иногда также использовался суффикс -ina по моделям женских имён из латинского языка. В это же время встречалось именование девочек традиционными мужскими именами без использования каких-либо отличительных формантов: в качестве женских известны имена Basil, Benedict, Eustace, Laurence. За два столетия новация постепенно угасла, но ещё в XVIII веке в Шотландии бытовало женское имя Nicholas.
В среднеанглийском языке (XI-XIV века) грамматическая категория рода подверглась разрушению. Поэтому практика формировать новые женские имена от мужских при помощи различных суффиксов получила дальнейшее развитие под влиянием французского языка и культуры. Активно использовались такие заимствованные суффиксы, как -e (Denis → Denise), -elle (Daniel → Danielle), -ette (Paul → Paulette). Два последних часто применялись в латинизированных формах -ella (Gabriel → Gabriella), -etta (Henry → Henrietta). 
Помимо отмеченных, исследования выявили следующие современные форманты, которые используются для образования женских имён от мужских (и иногда от других женских):
- суффикс -een, пришедший в английский из ирландского языка (Maurice → Maureen, Charles → Charleen);
- формант -lyn, представляющий собой производное от имени Lynn (современная гипокористическая форма от Linda; Jack → Jacklyn);
- формант -lene, по модели имён вроде Marlene (Abigail → Abbie → Abilene);
- суффикс -da, заимствованный из уэльского, по модели имён Linda, Glenda (Alan → Alanda, Val → Valda);
- французский формант -bel, -belle и его латинизированная форма -bella (Maria → Maribel);
- латинский формант -illa (Priscus → Priscilla);
- формант -ie, при помощи которого главным образом образуются гипокористические формы имён, но он также задействуется для образования полных форм женских имён (James → Jamie);
- формант -yl, по аналогии с именем Beryl (Muriel → Meriel → Meryl).

### Использованная литература
1. ↑  Patrick Hanks[англ.], Flavia Hodges, Kate Hardcastle. Jessica // Oxford Dictionary of First Names[англ.] :  [англ.]. — 2nd ed. — Oxford : Oxford University Press, 2006. — ISBN 978-0-19-861060-1.
2. ↑  Patrick Hanks[англ.], Flavia Hodges, Kate Hardcastle. Miranda // Oxford Dictionary of First Names[англ.] :  [англ.]. — 2nd ed. — Oxford : Oxford University Press, 2006. — ISBN 978-0-19-861060-1.
3. 1 2 3 4 5  Patrick Hanks[англ.], Flavia Hodges, Kate Hardcastle. Introduction to First Edition // Oxford Dictionary of First Names[англ.] :  [англ.]. — 2nd ed. — Oxford : Oxford University Press, 2006. — P. xix—xx. — ISBN 978-0-19-861060-1.
4. 1 2 3 4 5  Комова, Т. А., Гарагуля, С. И. Имена, восходящие к литературным источникам // Имя личное в англоязычном культурно-историческом пространстве :  [рус.]. — М. : Либроком, 2012. — С. 82—87. — 160 с. — ISBN 978-5-397-02543-0.
5. ↑  Patrick Hanks[англ.], Flavia Hodges, Kate Hardcastle. Olivia // Oxford Dictionary of First Names[англ.] :  [англ.]. — 2nd ed. — Oxford : Oxford University Press, 2006. — ISBN 978-0-19-861060-1.
6. ↑  Patrick Hanks[англ.], Flavia Hodges, Kate Hardcastle. Charlene // Oxford Dictionary of First Names[англ.] :  [англ.]. — 2nd ed. — Oxford : Oxford University Press, 2006. — ISBN 978-0-19-861060-1.
7. ↑  Patrick Hanks[англ.], Flavia Hodges, Kate Hardcastle. Kylie // Oxford Dictionary of First Names[англ.] :  [англ.]. — 2nd ed. — Oxford : Oxford University Press, 2006. — ISBN 978-0-19-861060-1.